# Sacro GRA
Sacro GRA je italský dokumentární film o životě lidí u římské dálnice. Film byl natočen v roce 2013, premiéra do českých kin je naplánována na 5. května 2014, délka filmu je 93 min. Na benátském filmovém festivalu zvítězil jako první dokument v historii.